# 간수히누스
간수히누스(학명:Gansurhinus qingtoushanensis)는 도마뱀목 까마귀도마뱀과에 속하는 도마뱀이다. 지금은 멸종된 종으로서 전체적인 몸길이가 2~4m인 거대한 도마뱀에 속한다.

## 특징
간수리누스는 중국 다칭산맥의 중페름 칭토산층과 후기 페름기 나오바오거우층에서 멸종된 모라디사우린 캡토리니이다. 그것은 로베르트 R에 의해 처음 명명되었다. 2011년에 라이즈, 류준, 리진링, 요하네스 뮐러 등에 의하여 처음으로 화석이 발견되었으며 모식종은 간수히누스 칭투사넨시스이다. 간수리누스는 다른 까마귀도마뱀과의 도마뱀들보다 더욱 큰 입을 가지고 있으며 양턱에 이빨도 다른 까마귀도마뱀과의 도마뱀들에 비해서 날카롭다. 생존했던 시기에는 황색의 몸과 검은색의 반점을 가진 도마뱀이였을 것으로 추정된다. 다리는 매우 굵고 튼튼하며 크게 발달되어 있다. 이는 지상에서 빠른 달리기를 가능하게 하여 먹잇감을 사냥할 때에 매우 유용하게 사용됐을 것으로 보인다. 꼬리도 다른 까마귀도마뱀과의 도마뱀에 비해 더욱 길게 발달되어 있다. 먹이로는 당대에 서식했던 곤충, 양서류, 작은 동물들을 주로 잡아먹고 살았을 육식성의 도마뱀으로 추정되는 종이다.

## 생존시기와 서식지와 화석의 발견
간수리누스가 생존했었던 시기는 고생대의 페름기로서 지금으로부터 2억 9000만년전~2억 4500만년전에 생존했었던 종이다. 생존했었던 시기에는 중국을 중심으로 하는 아시아의 대륙에 당시 존재했었던 초원, 산림에서 주로 서식했었던 도마뱀이다. 화석의 발견은 2011년에 중국의 페름기에 형성된 지층에서 중국의 고생물학자들에 의하여 처음으로 화석이 발견되어 새롭게 명명된 종이다.

## 같이 보기
- 파충류
- 고생대
- 페름기
- 도마뱀
- 화석